# Bathymaster derjugini
Bathymaster derjugini is een  straalvinnige vissensoort uit de familie van bathymasteriden (Bathymasteridae). De wetenschappelijke naam van de soort is voor het eerst geldig gepubliceerd in 1930 door Lindberg.
De soort staat op de Rode Lijst van de IUCN als Onzeker, beoordelingsjaar 2009.